# Абрикосова вулиця (Київ, Оболонський район)
Абрико́сова ву́лиця — вулиця в Оболонському районі міста Києва, мікрорайон у межах земельної ділянки, що знаходиться в користуванні кооперативу «Товариство індивідуальних забудовників „Чорнобилець 2005“». Пролягає від безіменного проїзду від Богатирської вулиці до Хотянівської вулиці.
Прилучається Любимівська вулиця.
Сучасна назва — з 2011 року.